# Sociedad de bandas
Las bandas son un tipo de organización social humana o animal que consiste de un reducido número de núcleos familiares o subgrupos afines, organizados sin excesivo rigor para finalidades de subsistencia o seguridad recíprocas.
Pueden estar integradas dentro de una comunidad o tribu mayor, donde se agrupan en ceremonias eventuales o para la caza y la guerra. Existen generalmente en áreas con baja densidad de población, como el desierto (aborígenes australianos), la tundra (lapones) o la selva tropical (bambuti), poseyendo pocas y simples tecnologías.